# サウンドデザイナー
サウンドデザイナーとは、映像やメディアにおいて主に効果音を製作する人のことである。
近年、欧米の映像製作現場において、音楽を総括的に扱うものとして使われ始め、主に映画制作、テレビ制作、劇場、録音、ライブパフォーマンス、サウンドアート、ポストプロダクション、ラジオおよびビデオゲーム開発など様々な現場で活動する。

## 概要
サウンドデザイナーという言葉は非常に包括的な言葉であり、基本「作曲以外の音素材を制作する人」であったが近年は作曲活動をする人、またサウンドプログラミングもする人もいる。また業界によって意味合いが異なる。
- ゲーム業界

効果音制作、WWise,ADX2, FMOD等を使用しサウンドイベントを実装する
- テレビ業界

MA、音響制作者、フォーリーを作る人　
またサウンドデザイナーのすることは個々によって多岐に渡り、効果音制作、編曲、作曲、レコーディング、舞台音響制作、展示音楽制作などがある。

## サウンドデザイナーが生まれるまでの歴史

### 紀元
サウンドデザイナーという言葉を辿ると、過去における演劇や舞台がスタートとなる。先史時代すでに、人類は演劇に音楽を使用することで、感情高め、物語の心情を演出し表現する文化があった。
中世になり演劇では、「音響効果」という音楽を強化するたの存在が生まれ始め、初期ではベルやホイッスル、ホーンなどの楽器を使い、効果音が舞台外で鳴り始めるようになった。また徐々に当時の楽譜にも演奏楽器以外の、効果音のための記述等は存在するようになってくる。
イタリアの作曲家であり楽器発明家のルイージ・ルッソロは、1913年頃に「イントナルモーリ」と呼ばれる機械を制作し、電車や爆弾などの自然音や人工音をシミュレートさせた。これは初の「効果音演出のためだけの機械」だった。 彼の論文「The Art of Noises」は劇場での抽象的な効果音の使用に関する最も初期の文書の1つである。そして近代、効果音は録音されたものを使用するようになってくる。

### 録音技術の発展
劇場における録音の最初の使用は、1890年にロンドンの劇場で赤ちゃんの泣き声を再生する蓄音機とされている。当時は「サウンドデザイナー」という言葉は存在せず、「エフェクトマン」として舞台監督が音響効果を演出していた。20世紀に入ると、録音された効果音が使用されるようになったが、効果音の選定は舞台監督が担当し、演奏中の録音再生は電気技師が行っていた。
1980年から1988年にかけて、チャーリー・リッチモンドがサウンドデザイン委員会を監督し、劇場サウンドデザイナーの職務や責任、基準、手順を定義する取り組みを開始する。

### デジタル技術の発展
1980年代から1990年代にかけて、MIDIとデジタルオーディオ技術がサウンドプロダクション技術の進化を促進し、DAWとデジタル信号処理アルゴリズムにより、複雑なサウンドトラックを実現できるようになる。シアターサウンドにおいては、ディズニー・MGMスタジオの施設制御に活用され、MIDIショーコントロール（MSC）仕様がオープンな通信プロトコルとして採用された。
ゲームオーディオへの関心の高まりは、インタラクティブオーディオツールの開発を促し、従来のDAWプログラムと同様のワークフローを持つインプリメンテーションツールやオーディオエンジンが登場する。
またインターネットの発展により、サウンドデザイナーは素早く、簡単に、安価に音源を入手できるようになり、これにより従来の手間やコストを削減し、より鮮明なサウンドが利用可能になった。

## フォーリー
Jack Foleyという音響技術者が過去多くの米映画作品等において、自作の効果音を制作したことから由来し、効果音全体のなかで「お手製の効果音」のことをフォーリーと言われ使われている。
- マイクで録音された街の音→フォーリーではない
- シンセサイザーで作られた効果音→フォーリーではない
- 収録した台本の声→フォーリーではない
- 足音や、服をすり合わせて録音した音→フォーリー

また収録に使われる小道具のことをProp（プロップ）とも言い、フォーリーサウンドを作る人のことをフォーリーアーティストとも呼ぶ。主に映像に合わせて音の演技をすることがメインの職務である。

## フィールドレコーディング
スタジオから外に出て、野外で録音することをフィールドレコーディングと呼ぶ。
動物などの音を録（）る場合は辛抱強くタイミングを待つ必要があり、また環境音を録る場合は様々な音が入ってしまうため、余計な音を録らないスキルが必要になる。

## 著名なサウンドデザイナー
- ベン・バート - 『スター・ウォーズ』ではR2-D2の「声」、ライトセーバーの音、ダース・ベイダーの重呼吸音、皇帝のフォース・ライトニングの音を作成している。
- 清川進也 - 『d払い決済音』を始め、サウンドを用いたあらゆるコミュニケーションを追求する日本のサウンドデザイナー。

## テクニカルサウンドデザイナー
近年、ゲーム業界において制作ソフトの開発が進み製作側によりテクニカルな要素が求められた結果、テクニカルサウンドデザイナーという役職も生まれ始めてる。